# أولاف فينك
أولاف فينك (بالإنجليزية: Olaf Fink) هو سياسي أمريكي، ولد في 15 مارس 1914 بنيو أورلينز في الولايات المتحدة، وتوفي بنفس المكان في 26 مارس 1973. حزبياً، نشط في الحزب الديمقراطي. وقد انتخب عضو مجلس ولاية لويزيانا.